# Rivers of Nihil
I Rivers of Nihil sono un gruppo musicale statunitense formatosi a Reading, Pennsylvania, nel 2009.

## Storia del gruppo
Il gruppo viene formato nel 2009 dal cantante Jake Dieffenbach, i chitarristi Brody Uttley e Jon Kunz, il bassista Adam Biggs e il batterista Ron Nelson. Dopo aver pubblicato due EP indipendenti e aver partecipato a tour e festival sia negli Stati Uniti che in Europa, il gruppo viene messo sotto contratto dalla Metal Blade Records nel 2012. Pubblicano il loro album di debutto The Conscious Seed of Light, prodotto da Erik Rutan degli Hate Eternal e dei Morbid Angel, nel 2013. Dopo l'uscita dalla formazione di Kunz e Nelson, sostituiti rispettivamente da Jon Topore e Alan Balamut, il gruppo registra e pubblica il suo secondo album di inediti, Monarchy, nel 2015, che riesce a classificarsi nelle classifiche di genere di Billboard. Ma è con il successivo lavoro, Where Owls Know My Name del 2018, che il gruppo ottiene la consacrazione a livello nazionale e riesce a entrare nella Billboard 200, debuttando al 61º posto. Il disco è anche il primo realizzato con il batterista Jared Klein, che prende il posto di Alan Balamut nel 2017. Nel 2021 il gruppo pubblica il quarto album The Work, l'ultimo con il chitarrista Jon Topore, che lascia il gruppo l'anno successivo.

## Stile musicale
I Rivers of Nihil sono un gruppo death metal che include nelle proprie sonorità strutture progressive ed estremamente tecniche, con passaggi da riff aggressivi a parti più melodiche e oscure; dall'album Where Owls Know My Name il gruppo ha iniziato a introdurre elementi di musica elettronica, jazz, rock alternativo e folk nelle proprie musiche.

## Formazione

### Formazione attuale
- Jake Dieffenbach – voce (2009-presente)
- Brody Uttley – chitarra solista, tastiera, programmazione (2009-presente)
- Adam Biggs – basso, cori (2009-presente)
- Jared Klein – batteria, cori (2017-presente)

### Ex componenti
- Jon Kunz – chitarra ritmica (2009-2014)
- Ron Nelson – batteria (2009-2014)
- Jon Topore – chitarra ritmica (2014-2022)
- Alan Balamut – batteria (2014-2016)
- Dylan Potts – batteria (2015-2017)

## Discografia

### Album in studio
- 2013 – The Conscious Seed of Light
- 2015 – Monarchy
- 2018 – Where Owls Know My Name
- 2021 – The Work

### EP
- 2009 – Hierarchy
- 2011 – Temporality Unbound